# فريدي ارين
فريدي ارين (بالإنجليزية: Freddie Warren)‏ (2 نوفمبر 1992 في المملكة المتحدة - ) هو لاعب كرة قدم بريطاني في مركز الوسط. لعب مع تشارلتون أثلتيك ونادي بارنت ونادي كيترينغ تاون ونادي بروملي وهايز وييدينغ يونايتد ‏ وكانفي آيلاند وStaines Town F.C. ‏ وكونكورد رينجرز وهاستينغز يونايتد وإيست ثوروك يونايتد.

## وصلات خارجية
- فريدي ارين على موقع قاعدة بيانات كرة القدم.إي يو (الإنجليزية)
- فريدي ارين على موقع Soccerbase.com (لاعب) (الإنجليزية)
- فريدي ارين على موقع Soccerway.com (الإنجليزية)